# Ebersberg járás
Ebersberg járás egy járás Bajorországban. Ebersberg járás Erding, München, Rosenheim, Mühldorf am Inn, Wasserburg és Bad Aibling járásokkal határos. Lakosainak száma 96 283 fő (1987. május 25.).

## Népesség
A járás népessége az elmúlt években az alábbi módon változott:
| Lakosok száma | 22 544 | 22 624 | 29 321 | 52 194 | 73 875 | 96 283 | 133 007 | 134 873 | 139 016 | 140 800 |
|               | 1871   | 1885   | 1925   | 1950   | 1970   | 1987   | 2013    | 2014    | 2016    | 2017    |